# Bágľov kopec
Bágľov kopec (1280 m) – szczyt w północno-zachodniej części Wielkiej Fatry na Słowacji. Wznosi się w grzbiecie łączącym szczyty Zadná Ostrá (1247 m) i Lubená (1414 m). Na zachód, do doliny Konský dol opada z niego krótki grzbiet zakończony pionową wapienną ścianą, na północny wschód do Dedošovej doliny nieco dłuższy grzbiet oddzielający Tmavą dolinę od innej, bezimiennej (obydwie są odnogami doliny Selenec).
Bágľov kopec to mało wybitne i całkowicie porośnięte lasem wzniesienie. Prowadzi przez niego znakowany szlak turystyczny łączący szczyty Ostrá i Tlstá. Położony jest na obszarze Parku Narodowego Wielka Fatra i podlega dodatkowej ochronie, znajduje się bowiem w rezerwacie przyrody Tlstá. Jest to rezerwat o najwyższym (piątym) stopniu ochrony.

## Szlak turystyczny
Tlstá – Lubená – Bágľov kopec – Zadná Ostrá – Sedlo Ostrej – Ostrá. Odległość 3,4 km, suma podejść 125 m, suma zejść 263 m, czas przejścia 1 h, z powrotem 1:10 h.